# 八步区
八步区（邮政式拼音：Patpo）是中国广西壮族自治区贺州市所辖的一个市辖区。总面积为5334平方公里，區人民政府駐向陽路1號。

## 行政区划
八步区下辖3个街道办事处、12个镇、1个民族乡：
八步街道、城东街道、江南街道、贺街镇、步头镇、莲塘镇、大宁镇、南乡镇、桂岭镇、开山镇、里松镇、信都镇、灵峰镇、仁义镇、铺门镇和黄洞瑶族乡。

## 人口
2020年，八步區總人口76.49萬人，根据(广西壮族自治区)贺州市2020年第七次全国人口普查主要数据公报显示：八步区常住人口为655994人。

## 交通

### 公路
- 汕昆高速、 207国道、 323国道、 355国道。

## 风景名胜
- 临贺故城
- 封阳石城